# Barnet som Velgører
Barnet som Velgører er en dansk stum dramafilm fra 1909 produceret af Nordisk Films Kompagni og instrueret af Viggo Larsen.
Filmen blev distribueret i tysktalende lande som Zeitungsjunge und bettler, i fransktalende lande som L' Entfant bienfaiteur og i engelsktalende lande som The Child as Benefactor.	

## Handling
To skæbner krydser hinanden, da en tigger forsøger at stjæle penge fra en sovende avisdreng. I stedet for at melde slynglen til politiet, køber den godhjertede dreng ham et nærende måltid, får ham til at droppe drikkeriet og hjælper ham tilbage på rette sport i livet. Snart har tiggeren både job, penge og tag over hovedet. Sammen går de to venner en lys fremtid i møde.

## Medvirkende
- Aage Brandt som værtshusgæst
- Kai Voigt som drengen
- Carl Schenstrøm, som værtshusgæst
- Svend Bille
- Viggo Larsen som vagabond
- Gudrun Kjerulf som vaskepige
- Anton Seitzberg som værtshusgæst